# Filombrotos ze Sparty
Filombrotos ze Sparty (gr. Φιλόμβροτος) – starożytny grecki atleta pochodzący ze Sparty, trzykrotny zwycięzca olimpijski w pięcioboju. Zdobył wieniec podczas trzech kolejnych olimpiad z rzędu, w 676, 672 i 668 p.n.e.